# Indian Ocean Island Games 2015/Badminton
Bei den Indian Ocean Island Games 2015 wurden vom 1. bis zum 9. August 2015 in Réunion sieben Badmintonwettbewerbe ausgetragen.

## Medaillengewinner
| Disziplin    | Gold                        | Silber                                | Bronze                           |
| ------------ | --------------------------- | ------------------------------------- | -------------------------------- |
| Herreneinzel | Georges Paul                | Didier Nourry                         | Loïc Bertil                      |
| Herreneinzel | Georges Paul                | Didier Nourry                         | Mohamed Ajfan Rasheed            |
| Dameneinzel  | Kate Foo Kune               | Alisen Camille                        | Nicki Chan-Lam                   |
| Dameneinzel  | Kate Foo Kune               | Alisen Camille                        | Juliette Ah-Wan                  |
| Herrendoppel | Aatish Lubah Georges Paul   | Xavier Chan Fung Ting Sébastien Laude | Sahir Edoo Yoni Louison          |
| Herrendoppel | Aatish Lubah Georges Paul   | Xavier Chan Fung Ting Sébastien Laude | Georgie Cupidon Steve Malcouzane |
| Damendoppel  | Kate Foo Kune Yeldi Louison | Alisen Camille Juliette Ah-Wan        | Audrey Lebon Mélodie Parrot      |
| Damendoppel  | Kate Foo Kune Yeldi Louison | Alisen Camille Juliette Ah-Wan        | Shama Aboobakar Nicki Chan-Lam   |
| Mixed        | Sahir Edoo Yeldi Louison    | Georges Paul Kate Foo Kune            | Christopher Paul Shama Aboobakar |
| Mixed        | Sahir Edoo Yeldi Louison    | Georges Paul Kate Foo Kune            | Georgie Cupidon Juliette Ah-Wan  |
| Herrenteam   | Mauritius                   | Malediven                             | Réunion                          |
| Herrenteam   | Mauritius                   | Malediven                             | Seychellen                       |
| Damenteam    | Mauritius                   | Seychellen                            | Réunion                          |
| Damenteam    | Mauritius                   | Seychellen                            | Malediven                        |